# Diospyros tetrasperma
Diospyros tetrasperma là một loài thực vật có hoa trong họ Thị. Loài này được Sw. mô tả khoa học đầu tiên năm 1788.